# Mallegat (toponiem)

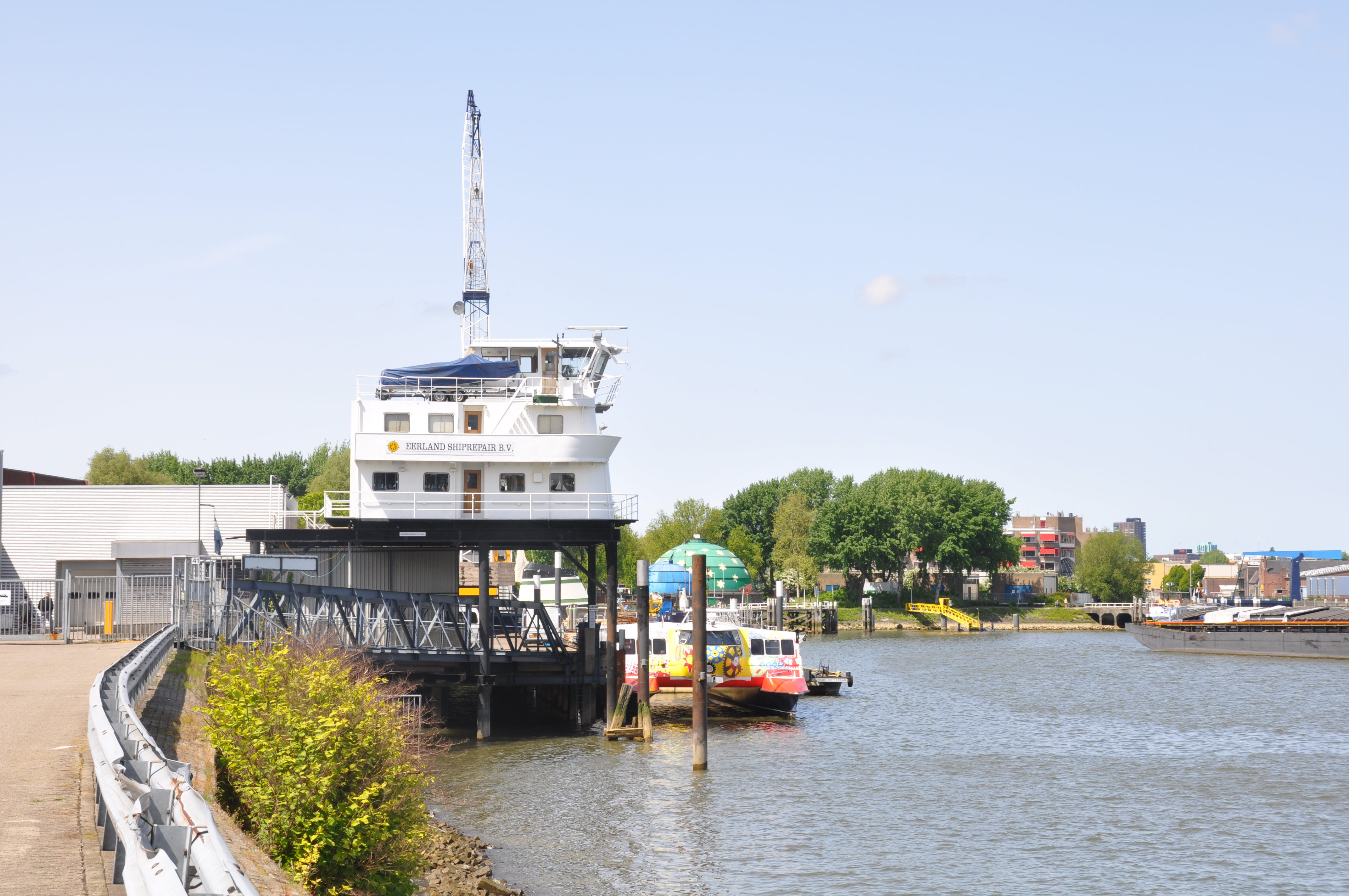
Mallegat Rotterdam in 2010, gezien in noordelijke richting. Aan de terminal ligt de waterbus Rotterdam-Drechtsteden

Mallegat is een toponiem dat gebruikt wordt voor verschillende binnenwateren in Nederland. Het is een ongunstige naam, die duidt op lastig vaarwater, bijvoorbeeld door onbetrouwbare wind of stroming.
Er wordt ook wel als verklaring gegeven dat het water eigenaardig of nutteloos is, bijvoorbeeld in het Aardrijkskundig Woordenboek der Nederlanden uit 1846. Dit boek stelt dat Mallegat in Katwijk aan Zee een spotnaam was, omdat dit afwateringskanaal in korte tijd verzandde. Het AWN van Van der Aa geldt echter niet als erg betrouwbaar, en het Woordenboek der Nederlandsche Taal noemt deze uitleg bij het Katwijkse Mallegat expliciet onjuist.
Er is geen duidelijke overeenkomst aan te wijzen tussen wateren met deze naam.

## Mal
Het WNT geeft schoorvoetend aan dat het woorddeel mal overeen moet komen met het bijvoeglijk naamwoord dat gek of dwaas betekent. De etymologie daarvan is onzeker en het woord is alleen met zekerheid aan te wijzen in het Noord-Nederlands, Middelnederduits en Oostfries; in België is het veel minder gangbaar. In zeemanstaal is mal onbetrouwbaar, wispelturig. Etymologen hebben gespeculeerd over een verband met malen, malende zijn, doorgedraaid zijn en met smal, wat verwant is met een Oudnederlands woord voor 'jonge koe'; het verband zou dan liggen in de dartelheid en wispelturigheid.

## Voorbeelden

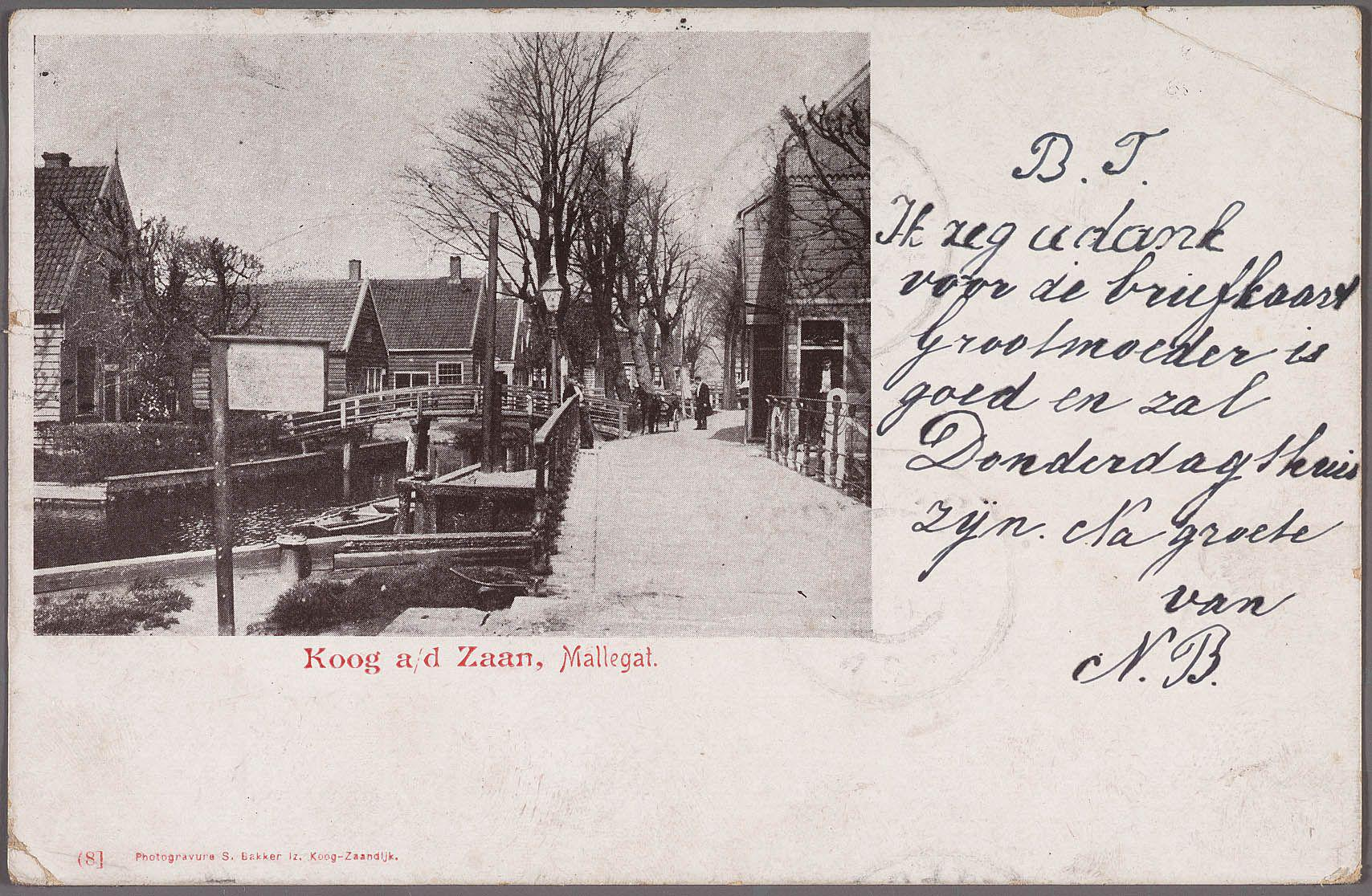
Mallegat, Koog aan de Zaan, ansichtkaart 1900-1902

- Mallegat (Alkmaar), een afgedamde gracht
- Mallegat (Dordrecht), vaarwater, gegraven in 1648, aanvankelijk bekend als het Nieuw Gegraven Gat
- Mallegatsluis en Mallegatsbrug, een sluis met brug in Gouda

- Mallegat (Katwijk), een verzand afwateringskanaal door de duinen naar de Noordzee
- Mallegat (Zaanstad), zie afbeelding; in de omgeving Koog aan de Zaan – Zaandijk is er ook een Mallegatsloot met een Mallegatsluis
- Het Mallegat, een kanaal tussen de Trekvaart Haarlem-Leiden en Lisse

- Mallegat (Oldemarkt), een haventje in Oldemarkt
- het Mallegat bij Oude Niedorp, een plaatsaanduiding;, omgeving Zuiderweg; ook is er een Mallegatsbrug.[5][6]
- Mallegat (Rotterdam), een gezamenlijke uitstroom van meerdere boezemwateren in de Nieuwe Maas, later via het Spuikanaal een toegang tot de Spoorweghaven.

## Verwant
Het WNT noemt de volgende namen als verwant:
- Maldiep, in de Biesbosch
- Mallemeer, een poel in Friesland
- Malmeer, een bedijkt meer in het Schermereiland